# Susan B. Anthony
Susan Brownell Anthony (ur. 15 lutego 1820 w Adams w stanie Massachusetts, zm. 13 marca 1906 w Rochester w stanie Nowy Jork) – amerykańska sufrażystka, która wraz z Elizabeth Cady Stanton założyła w 1869 National Women Suffrage Association (NWSA), by promować konstytucyjne prawo kobiet do głosowania.
Urodziła się w rodzinie kwakrów. Była córką Lucy Read Anthony i Daniela Anthony – właściciela fabryki bawełny. Jej ojciec jawnie sprzeciwiał się niewolnictwu, co wywarło wpływ na Susan w późniejszym życiu. W latach 50. i 60. XIX wieku prowadziła kampanię skierowaną przeciwko niewolnictwu, a występującą za trzeźwością i uznaniem praw kobiet. W 1872 została aresztowana w Rochester, gdy próbowała oddać głos w wyborach prezydenckich. W 1869 objęła przywództwo American Woman Suffrage Association (pol. Amerykańskie Stowarzyszenie Sufrażystek). Do 1880 zyskała światową sławę. W 1888 zorganizowała Council of Women (pol. Rada Kobiet), której misją było propagowanie ruchu feministycznego w całym świecie Zachodu. Od 1892 do 1900 była przewodniczącą National American Woman Suffrage Association (pol. Krajowe Amerykańskie Stowarzyszenie Sufrażystek). W 1904 stworzyła International Women Suffrage Alliance (pol. Międzynarodowy Związek Sufrażystek). 
Za życia Anthony 4 amerykańskie stany przyznały kobietom prawa wyborcze: Wyoming (1889), Kolorado (1893), Idaho (1896) i Utah (1896). Jej przykład wojowniczej aktywistki inspirował m.in. Carrie Catt oraz rodzinę Pankhurst: Emmeline i jej dwie córki.
Jej wizerunek znajdował się na amerykańskiej, jednodolarowej monecie obiegowej bitej w latach 1979-1981 oraz 1999 roku. 